# 안드레이 라치우
안드레이 플로린 라치우(루마니아어: Andrei Florin Rațiu, 1998년 6월 20일 ~ )는 루마니아의 프로 축구 선수로, 라리가 클럽 라요 바예카노와 루마니아 국가대표팀에서 라이트백으로 활약하고 있다.
스페인에서 6살 때부터 자란 라치우는 비야레알 유소년 아카데미를 거쳐 1군 데뷔 전을 치르지 못했다. 2020년부터 2021년까지 네덜란드 클럽 ADO 덴하흐에서 임대 생활을 한 후 우에스카로 이적했다. 2년 후, 그는 라요 바예카노로 이적하여 라리가 데뷔 전을 치렀다.
라치우는 2021년 9월, 아이슬란드와의 경기에서 2-0으로 승리하며 루마니아 국가대표로 데뷔했다. 그는 UEFA 유로 2024에 루마니아를 대표했다.

## 구단 경력

### 우에스카
2021년 8월 4일, 라치우는 최근 세군다 디비시온으로 강등된 우에스카와 3년 계약을 체결했다. 그는 2022년 5월 21일, 레알 소시에다드 B와의 홈 경기에서 팀의 두 번째 골을 넣으며 첫 프로 골을 기록했다.

### 라요 바예카노
2023년 8월 26일, 라치우는 라리가의 라요 바예카노와 5년 계약에 합의했다. 그는 11월 1일, 아틀레티코 루고네스와의 코파 델 레이 경기에서 6-0으로 승리하며 데뷔 전을 치렀고, 득점도 기록했다. 나흘 후, 그는 레알 마드리드와의 리그 원정 경기에서 90분 내내 득점 없이 경기를 펼쳤다.

## 국가대표팀 경력
2021년 9월 2일, 라치우는 2022년 FIFA 월드컵 예선에서 아이슬란드와의 경기에서 2-0으로 승리하며 루마니아 국가대표팀에 데뷔했다. 경기는 선발 출전하여 68분 만에 마무리되었다. 2022년 9월 26일, 그는 당시 이미 UEFA 네이션스리그 B에서 우승한 보스니아 헤르체고비나를 4-1로 꺾은 경기에서 첫 골을 넣었다.
2023년, 라치우는 UEFA 유로 2024 예선 전에 다섯 번 출전했으며, 스위스를 상대로 한 최종 1-0 승리에서 선발 출전했다. 루마니아는 I조 우승팀으로 부상하며 내내 무패 기록을 유지했다. 2024년 6월 7일, 그는 에드와르드 이오르더네스쿠에 의해 최종 토너먼트 대표팀에 선발되었다. 라치우는 네 경기 모두에 선발 출전하여 조별 리그에서 승리했지만 16강에서 네덜란드에 의해 탈락했다. 대회 기간 동안 그의 스피드와 푸른 염색 머리 덕분에 그는 캐릭터 소닉 더 헤지혹에서 영감을 받아 "소닉"이라는 별명을 얻게 되었다.